# Mural, Bhalki
Mural là một làng thuộc tehsil Bhalki, huyện Bidar, bang Karnataka, Ấn Độ.